# Erigonella subelevata pyrenaea
Erigonella subelevata là một loài nhện trong họ Linyphiidae.
Loài này thuộc chi Erigonella. Erigonella subelevata pyrenaea được J. Denis miêu tả năm 1964.